# Argyripnus atlanticus
Argyripnus atlanticus is een  straalvinnige vissensoort uit de familie van diepzeebijlvissen (Sternoptychidae). De wetenschappelijke naam van de soort is voor het eerst geldig gepubliceerd in 1952 door Maul.